# Lucifer (Marvel Comics)
Pour les articles homonymes, voir Lucifer (homonymie).
Lucifer est le nom de deux personnages de bandes dessinées indépendantes de Marvel Comics. Le premier est l'un des super-vilains alien de X-Men et l'autre est un méchant de Ghost Rider et est désigné comme le Prince des Ténèbres.

## Lucifer (alien Quists)
Lucifer est un personnage fictif, un super-vilain alien de l'univers Marvel Comics. Sa première apparition fut dans X-Men (Vol.1) # 9.
Lucifer est un agent Quists, une race extraterrestre. Les créatures de cette race sont également connues sous le nom d'Arcanes.

### Biographie fictive
L'être connu sous le nom de Lucifer est né sur la planète Quistalium, dans le système Quistraa localisé dans la Voie lactée, qui avait envahi de nombreux mondes. Il est arrivé sur Terre en tant qu'agent d'avance pour l'invasion de la Terre par les Quists (aussi connu sous le nom d'Arcanes), et réussit à placer quelques humains sous contrôle hypnotique, lui permettant de prendre le contrôle d'une petite zone. Cette invasion, cependant, a été déjouée par le jeune Professeur Xavier (futur professeur X, leader des X-Men). En représailles, Lucifer a fait chuter un bloc de pierre énorme sur Xavier, laissant ses jambes paralysées de sorte qu'il aurait besoin d'un fauteuil roulant.
Lucifer a fait plusieurs tentatives plus tard, pour conquérir la Terre, toutes déjouées par les X-Men ou d'autres héros.
Lucifer retourne sur Terre après une année de paralysie de Charles Xavier, et lutte à nouveau avec le Professeur dans les montagnes des Balkans, où il révèle un dispositif attaché à son cœur (une bombe) qui explose si son cœur arrête de battre. Lucifer manipule le Blob et Unus pour lutter contre les X-Men. Il révèle comment il a paralysé Charles Xavier, dans le passé. Il est contrecarré par les X-Men qui battent son robot, et est téléporté de la Terre par la Cour suprême des Quists.
Lucifer est exilé dans une autre sphère connue comme la «Dimension Nameless». Là, il utilise en quelque sorte «l'énergie ionique» pour se donner une force surhumaine et la capacité de projeter des faisceaux de ses mains, en plus de son pouvoir télépathique. Il continue à essayer de conquérir la Terre en utilisant son «transmetteur de dimensions», d'imprégner les humains avec de l'énergie ionique et de les transformer en ses sbires. Il fusionne avec Charlie Gray (Gray). Plus tard, Lucifer fusionne également avec les criminels Rafe Michel et Le Bélier du cartel (du crime Zodiac). Michel et le Bélier se sont battus contre Captain America et le Faucon. Lucifer reste coincé dans la «Dimension Nameless» à nouveau lorsque les deux hôtes meurent. Les maîtres de Lucifer finalement déçus par ses échecs, le remplacent par l'ordinateur Dominus (en).

### Pouvoirs et capacités
Lucifer a un intellect doué, et une connaissance approfondie de la science et la technologie de pointe Quistalian, et le talent d'inventeur de cette technologie.
Lucifer a acquis la capacité de manipuler l'énergie ionique pour divers effets, notamment le renforcement de sa force physique et la capacité de sauter des niveaux surhumains, en créant des champs de force de protection, notamment. Lucifer peut également fusionner physiquement et mentalement avec un autre être vivant. Ce faisant, Lucifer créé un lien psychique entre lui et son «hôte». L'«hôte» conserve sa propre volonté, mais est en contact constant avec le psychique de Lucifer. Lucifer peut fusionner avec au moins deux hôtes simultanément. Lucifer a aussi des capacités télépathiques, et a la capacité de créer et de maintenir un lien psychique avec son hôte ou des hôtes qui ont fusionné avec lui.
Plus tard, il fait usage de Dominus, un complexe informatique très avancé créé par l'Arcane, permettant à l'Arcane d'asservir la population de toute une planète. Dominus est exploité par «Ultra-robots", qui pouvait voler. Lucifer a également utilisé des dispositifs de téléportation pour le transport. Tout cet attirail a été conçu par Lucifer lui-même et des scientifiques Quistalian.

### Apparitions
1. X-Men Vol. 1 #9
2. X-Men Vol. 1 #20-21
3. Iron Man #20
4. Captain America et Le Faucon #177-178
5. Les Vengeurs de la côte ouest Vol. 2 #24

## Lucifer, Prince des Ténèbres

### Biographie fictive
Lucifer est un personnage fictif, un des super-vilains de Marvel Comics et surtout associée à Ghost Rider.
Lucifer possède un vaste éventail de pouvoirs, sur un pied d'égalité avec Mephisto ou Thog.
Lucifer garde sa véritable histoire mystérieuse au fil des ans par le mensonge et la tromperie. On croit qu'il était une fois un ange qui a conduit d'autres anges à bannir les N'Garaï de la Terre et a dirigé un groupe de disciples dans une rébellion contre Dieu pendant la grande guerre dans le ciel, donc représentant essentiellement le vrai "diable" dans le Marvel Univers de la théologie chrétienne. Après sa défaite, Lucifer et ses lieutenants Belzébuth, Kazann, Malachie, Pazuzu, Xaphan et d'autres ont tous été abattus à l'enfer en guise de punition. Pendant ce temps, il est devenu le démon connu comme le Prince des Ténèbres.
En Enfer, Lucifer ne ressemblait en rien à l'ange qu'il était autrefois. Lui et tous ses lieutenants avaient dégénéré en démons, certains par l'instruction, d'autres plus naturellement adaptée.
Une longue bataille a été menée entre le Ghost Rider démon et le Prince des Ténèbres. Lucifer cru (comme d'autres) que s'il pouvait éteindre l'âme humaine qui vit dans le Ghost Rider, ce dernier pourrait devenir un être sans âme et une machine à tuer qui pourrait être utilisée pour éteindre toute l'humanité. Plus tard, il introduit beaucoup plus de raisons pour vaincre Johnny Blaze. Pendant des années, Lucifer à l'aide de Satan avaient fait de nombreuses tentatives sur l'âme Ghost Rider. Toutes ont échoué. Lucifer avait décidé de prendre les choses en mains propres. Satan voulait capitaliser sur ce démon particulier.
Lucifer est finalement vaincu par Blaze et exilé de retour de la perdition. Cependant, Zadkiel est incapable de véritablement contrôler la création et le pouvoir ultime qu'il a déclenché, le seul vrai Dieu revient en colère et condamne l'archange rebelle à l'enfer pour l'éternité, à jamais torturé.

### Apparitions
1. Marvel Previews #7
2. Ghost Rider #2, 2006
3. Ghost Rider #4, 2006
4. Ghost Rider #5-12 2007
5. Ghost Riders #6 "Heaven's On Fire" 2009